# Internationales Filmfest Oldenburg

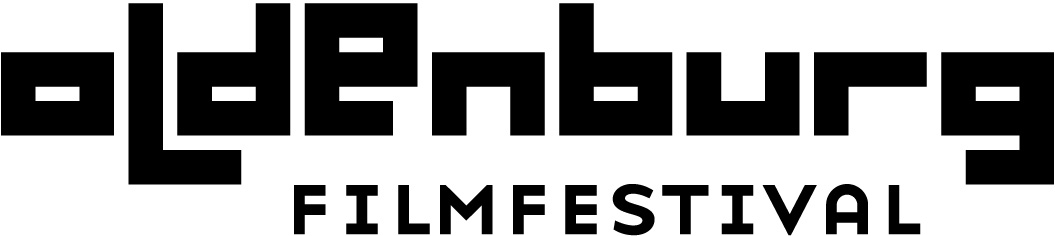
Das Filmfestlogo

Das Internationale Filmfest Oldenburg (Oldenburg International Film Festival) ist ein deutsches Festival für unabhängige Filmproduktionen. Es findet seit 1994 jährlich über fünf Tage in der zweiten Septemberwoche in Oldenburg statt. Der Schwerpunkt des Festivals liegt bei deutschen und amerikanischen Produktionen, die mehr als die Hälfte des Programms ausmachen. Gezeigt werden rund 50 Filme und etwa 20 Kurzfilme. Weiter stehen Sonderreihen, Tributes und Retrospektiven zu Ehren außergewöhnlicher Filmemacher und Schauspieler auf dem Programm.
Das Festival wurde 2015 vom MovieMaker Magazin unter die „25 Coolest Film Festivals in the World“ gewählt.

## Chronik

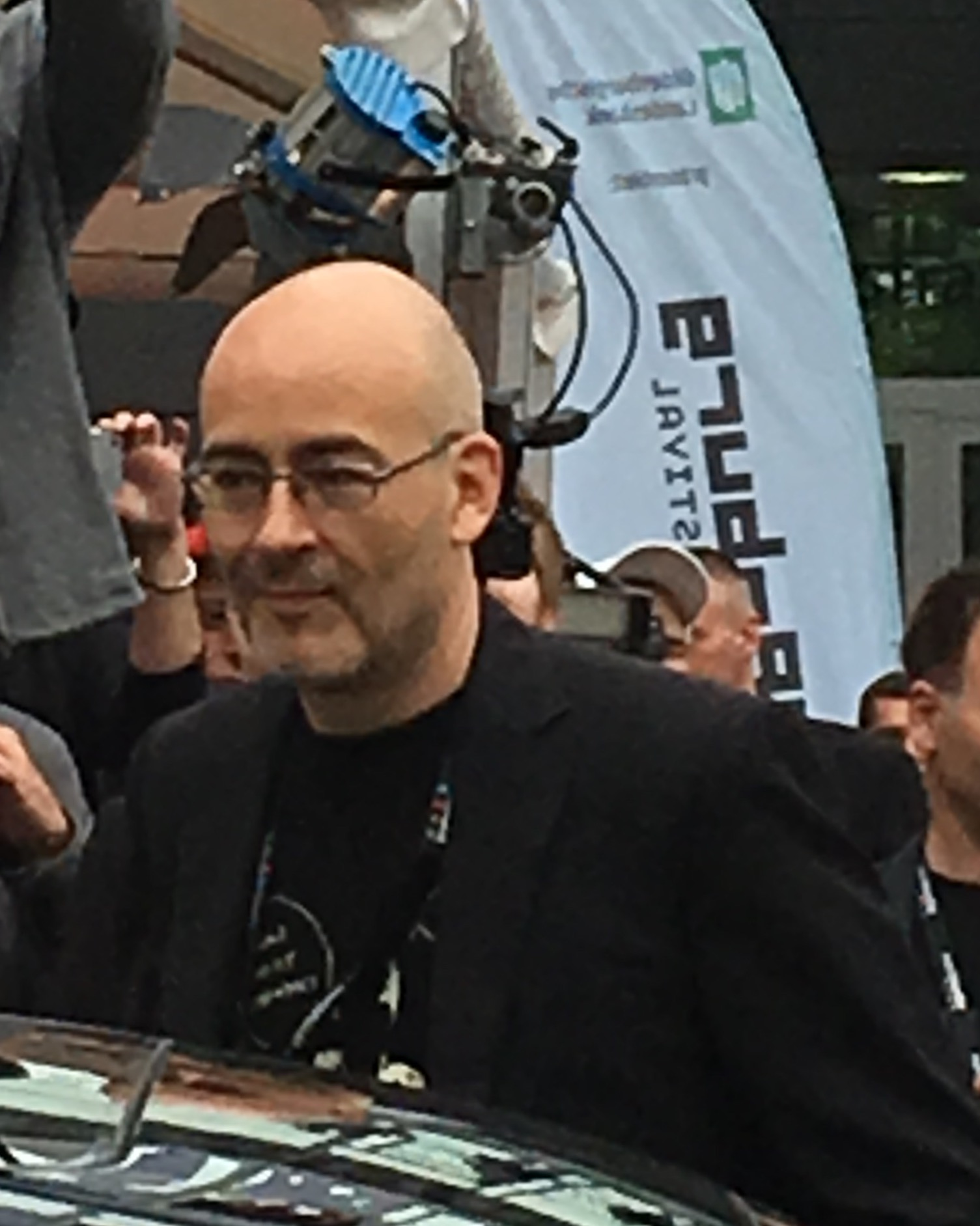
Filmfestleiter Torsten Neumann (2016)

Das Internationale Filmfest Oldenburg ist im Jahre 1994 von Torsten Neumann und Thorsten Ritter mit dem Ziel gegründet worden, ein unkonventionelles und innovatives Festival zu etablieren. 1998 verließ Thorsten Ritter das Festival; seitdem führt Torsten Neumann das Festival als Festivalleiter und Programmverantwortlicher in Personalunion.
Hauptsponsor des Festivals ist die Oldenburgische Landesbank, Premiumsponsor ist die EWE AG. Hauptförderer des Festivals sind die nordmedia – Die Mediengesellschaft Niedersachsen/Bremen mbH und die Stadt Oldenburg.

## Tributes und Retrospektiven
Seit Beginn würdigt das Internationale Filmfest Oldenburg internationale und nationale Filmemacher und Schauspieler mit Tributes und Retrospektiven.
Retrospektiven der vergangenen Jahre
- 1994: Alex Cox
- 1995: Frank Oz
- 1996: James B. Harris
- 1997: Tim Hunter
- 1998: Roberto Faenza
- 1999: Harry Kümel
- 2000: William Wellman
- 2001: Jim McBride
- 2002: Bernard Rose
- 2003: Philippe de Broca
- 2004: Andrzej Żuławski
- 2005: Ken Russell
- 2006: Jerry Schatzberg
- 2007: Abel Ferrara
- 2008: James Toback
- 2009: Bruno Barreto
- 2010: Radley Metzger
- 2011: Ted Kotcheff
- 2012: Phedon Papamichael
- 2013: Mania Akbari
- 2014: Philippe Mora
- 2015: George Armitage
- 2016: Christophe Honoré
- 2017: Edward R. Pressman
- 2018: Bruce Robinson
- 2019: Burkhard Driest
- 2020: William Friedkin
- 2021: Ovidio G. Assonitis
- 2024: Dominik Graf

Tributes der vergangenen Jahre
- 1994: Nancy Savoca
- 1995: Katt Shea
- 1997: Icíar Bollaín
- 1998: Seymour Cassel
- 1999: Asia Argento
- 2000: Stacy Cochran
- 2001: Ben Gazzara & Richard Stanley
- 2002: Édouard Niermans
- 2003: Larry Clark
- 2004: Tim Blake Nelson
- 2005: Wilson Brothers (Andrew Wilson, Owen Wilson, Luke Wilson)
- 2006: Peter Fleischmann
- 2007: Stacy Keach
- 2008: Marius Müller-Westernhagen & Michael Wadleigh
- 2009: Scott McGehee / David Siegel
- 2010: Timothy Bottoms
- 2011: Roger Fritz
- 2013: Bobcat Goldthwait
- 2015: Joanna Cassidy
- 2016: Amanda Plummer & Nicolas Cage
- 2017: Lou Diamond Phillips
- 2018: Keith Carradine
- 2019: Seymour Cassel  & Burkhard Driest
- 2021: Mattie Do
- 2022: Andrea Rau
- 2023: Isild Le Besco, Jen Gatien
- 2024: Na Gyi & Paing Phyo Thu

## Preise und Preisträger

### German Independence Award – Publikumspreis
Mit dem German Independence Award wird seit 1998 der beste Beitrag aus der Independent-Reihe vom Publikum prämiert. Der Preis ist seit 2009 mit 4000 Euro dotiert.
- 1998: Richard Schenkman für „Went to Coney Island on a Mission from God...Be Back by Five“
- 1999: Noah Stern für „The Invisibles“
- 2001: Buket Alakuş für „Anam“
- 2002: Scott Thomas für „Anacardium“
- 2003: Michael Polish für „Northfork“
- 2004: Dennis Iliadis für „Hardcore“
- 2005: Marcos Siega für „Pretty Persuasion“
- 2006: Scott Dacko für „The Insurgents“
- 2007: Jan Hinrik Drevs für „Underdogs“
- 2008: Emily Atef für „Das Fremde in mir“
- 2009: Judi Krant für „Made in China“
- 2010: Paul Gordon für „The Happy Poet“
- 2011: K. Lorrel Manning für „Happy New Year“
- 2012: Jan-Ole Gerster für „Oh Boy“
- 2013: David Perrault für „Our Heroes Died Tonight (Nos heros sont morts ce soir)“
- 2014: Michael Samir für „Hany“
- 2015: Tom Sommerlatte für „Im Sommer wohnt er unten“
- 2016: Emre Konuk für „The Apprentice“
- 2017: Kubilay Sarikaya und Sedat Kirtan für „Familiye“
- 2018: Mikhal Raskhodnikov für „Temporary Difficulties“
- 2019: Reza Ghassemi und Adam VillaSeñor für „In Full Bloom“
- 2020: Miles Hargrove für „Miracle Fishing“
- 2021: Scott Monahan für „Anchorage“
- 2022: John Connors für „The Black Guelph“
- 2023: Ayşe Polat für „Im toten Winkel (2023)“
- 2024: Max Train für „James“

### Seymour-Cassel-Award
Die Auszeichnung für herausragende schauspielerische Leistungen wurde 2012 zum ersten Mal vergeben.
- 2012: Tom Schilling für seine Darstellung des Niko in „Oh Boy“
- 2013: Martina Schöne-Radunski für ihre Darstellung der Alex in „Kaptn Oskar“
- 2014: Victoria Schulz für ihre Darstellung der Ruby in „Von jetzt an kein Zurück“
- 2015: Nikola Rakočević für seine Darstellung des Slav in „Travelator“ & Sarah Silverman für ihre Darstellung der Laney in „I Smile Back“
- 2016: André Hennicke für seine Darstellung des Udo Ochsenschwanz in „Strawberry Bubblegums“ und Noémie Merlant für ihre Darstellung der Claire in „Twisting Fate“
- 2017: Lindsay Burdge für die Hauptrolle in „Thirst Street“ und Gregory Kasyan in „Quest“
- 2018: Victoria Carmen Sonne für die Hauptrolle in „Holiday“ und Gabriela Ramos für „Is That You?“
- 2019: Zachary Ray Sherman für die Hauptrolle in „Cuck“ und Patrycja Planik für „Lillian“
- 2020: Paz de la Huerta für die Hauptrolle in „Puppy Love“ und Daniel Aráoz für die Hauptrolle in „The Longest Night“
- 2021: Eaindra Kyaw Zin für die Hauptrolle in „What happened to the Wolf“ und Dakota Loesch für die Hauptrolle in „Anchorage“
- 2022: Cyndie Lundy für die Hauptrolle in „Parsley“ und Graham Earley für die Hauptrolle in „The Black Guelph“
- 2023: Alexandrea Meyer für die Hauptrolle in „Beautiful Friend“ und Jon Jacobs für die Hauptrolle in „Passenger C“
- 2024: Aki Kigoshi für die Hauptrolle in „A Wasted Night“ und Tim Blake Nelson für die Hauptrolle in „Bang Bang“

### German Independence Award – Bester Kurzfilm
- 2007: Marcos Valín und David Alonso für „Atención al cliente“
- 2008: Liz Adams für „Side Effect“
- 2009: Hassan Said für „Mute“ (Bester fremdsprachiger Kurzfilm)
- 2009: Tom Bewilogua für „SCISSU“ (Bester deutschsprachiger Kurzfilm)
- 2010: Jeremy Bradley und Reuben Sack für „Salvation Insurance“
- 2011: Markus Engel für „Der letzte Gast“
- 2012: Meghna Gupta und Gigi Berardi für „Unravel“
- 2013: Patrick Baumeister für „Preis“
- 2014: Kevin Meul für „Cadet“
- 2015: Martijn de Jong für „Free“
- 2016: Rûken Tekes für „The Circle“
- 2017: Thierry Besselings und Loic Tansons für „Sur le Fil“
- 2018: Jeremy Comte für „Fauve“
- 2019: Kahina Le Querrec für „Blue Hour“
- 2020: Igor Nevedrov für „The Coat“
- 2021: Lucas Camps für „Wall4“
- 2022: Samuel Bereuther für „Jockstrap Jesus“
- 2023: María Monreal für „When Grass Grows“
- 2024: Diego Gaxiola für „Nostalgia of a (Still) Alive Heart“

### German Independence Award – Originality, Daring, and Audacity
Der German Independence Award – Originality, Daring, and Audacity ist der jüngste Preis des Internationalen Filmfestes Oldenburg. Er wird seit 2019 vergeben.
- 2019: Grace Glowicki für „Tito“
- 2021: Patrycja Planik und Dominik Krawiecki für „Faggots“
- 2022: Baatar Batsukh für „Aberrance – Tödliche Verirrung“
- 2023: Jérôme Vandewattyne für „The Belgian Wave“
- 2024: Martina Schöne-Radunski & Lana Cooper für „Flieg Steil“

### German Independence Award – Spirit of Cinema
Mit dem Preis German Independence Award – Spirit of Cinema ehrt das Internationale Filmfest seit 2019 Filme, die für den besonderen „Spirit“ des unabhängigen Kinos stehen.
- 2019: Erdenebileg Ganbold für „The Steed“
- 2020: Michael Maxis für „Puppy Love“
- 2021: Paul Spurrier für „The Maestro“
- 2022: Darkhan Tulegenov für „Brothers“
- 2023: Petrus Cariry für „Heavier is the Sky“
- 2024: Santiago Mohar Volkow für „A History of Love and War“

### German Independence Award – Ehrenpreis
- 2013: Bobcat Goldthwait, Mania Akbari
- 2014: Philippe Mora
- 2015: George Armitage, Joanna Cassidy
- 2016: Christophe Honoré, Amanda Plummer, Nicolas Cage
- 2017: Lou Diamond Phillips, Edward R. Pressman
- 2018: Bruce Robinson und Keith Carradine
- 2019: Burkhard Driest
- 2020: William Friedkin
- 2021: Ovidio G. Assonitis, Mattie Do
- 2022: Peter und John Hyams, Andrea Rau
- 2023: Isild Le Besco, Jen Gatien
- 2024: Dominik Graf, Na Gyi & Paing Phyo Thu

### Hans Ohlms Preis für den Besten Erstlingsfilm
Seit 2023 wird der Hans Ohlms Preis für den besten Erstlingsfilm zusammen mit der Hans Ohlms Stiftung vergeben.
- 2023: Takayuki Hayashi für „From Dawn Till Noon On The Sea“
- 2024: Michael J. Long für „Baby Brother“

### German Independence Award – Bester Deutscher Film
Zwischen 2004 und 2013 wurde im Rahmen des Internationalen Filmfestes Oldenburg der German Independence Award – Bester Deutscher Film vergeben, der mit 8000 Euro dotiert war. Der Filmpreis, der sich ausschließlich dem unabhängigen Filmschaffen im deutschen Raum widmet, wurde von einer international besetzten fünfköpfigen Jury vergeben.
- 2004: Andreas Struck für „Sugar Orange“
- 2005: Catharina Deus für „About a Girl“
- 2006: Birgit Grosskopf für „Prinzessin“
- 2007: Jakob M. Erwa für „Heile Welt“
- 2008: Emily Atef für „Das Fremde in mir“
- 2009: Thomas Sieben für „Distanz“
- 2010: Philip Koch für „Picco“
- 2011: Linus de Paoli für „Dr. Ketel – Der Schatten von Neukölln“
- 2012: Jan-Ole Gerster für „Oh Boy“
- 2013: Tom Lass für „Kaptn Oskar“

Seit 2014 wird der Preis aufgrund des beschränkten Budgets nicht mehr vergeben.

### Otto-Sprenger-Preis
2007 und 2008 wurde der Otto-Sprenger-Preis für den besten Film eines jungen norddeutschen Filmemachers im Rahmen des Internationalen Filmfestes Oldenburg vergeben. Er ging 2007 an den Film Für den unbekannten Hund der Brüder Benjamin Reding und Dominik Reding und 2008 an Emily Atef für den Film Das Fremde in mir.

## OLB Walk of Fame

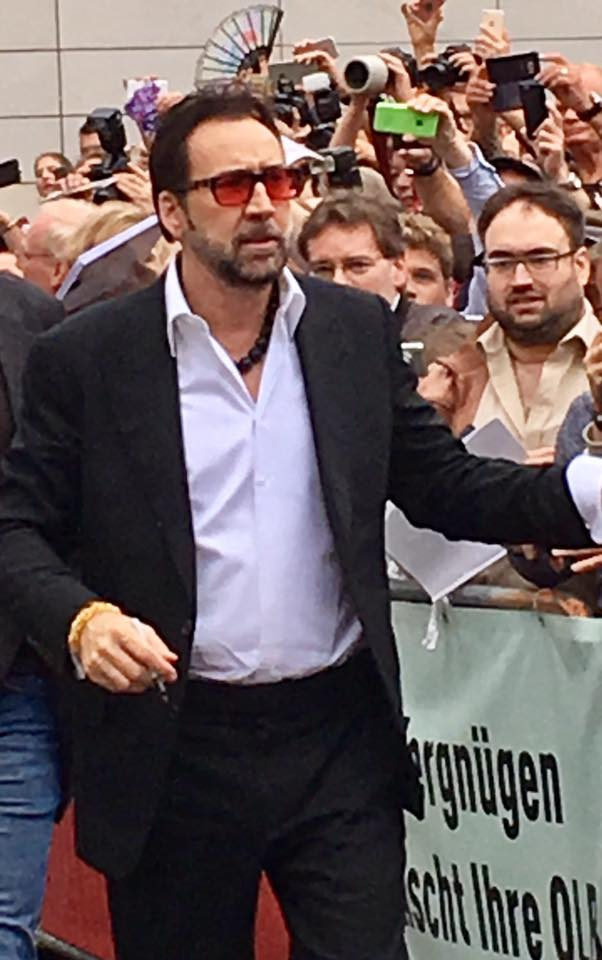
Nicolas Cage während der Verleihung seines Sterns beim OLB Walk of Fame (2016)

Im Rahmen des Festivals werden seit 2007 anwesende Filmstars auf dem OLB Walk of Fame geehrt.
Jedes Jahr wird dieser feierlich durch eine weitere Steinplatte erweitert. (2020 und 2021 wurde die Verleihung aufgrund der besonderen Situation durch Corona ausgesetzt.)
- 2007: Stacy Keach
- 2008: Seymour Cassel
- 2009: Peter Lohmeyer
- 2010: Deborah Kara Unger
- 2011: Matthew Modine
- 2012: Mira Sorvino
- 2013: Veronica Ferres
- 2014: Sean Young
- 2015: Joanna Cassidy
- 2016: Nicolas Cage
- 2017: Moritz Bleibtreu
- 2018: Keith Carradine
- 2019: Amanda Plummer